# Gołkowo (powiat policki)
Gołkowo (do 1945 niem. Gülkow) – opuszczona osada w północno-zachodniej Polsce, położona w województwie zachodniopomorskim, w powiecie polickim, w gminie Kołbaskowo. W PRNG i geoportal wymieniana jako łąka.
Miejscowość leżała pomiędzy Stobnem a Będargowem. Znajduje się na Wzniesieniach Szczecińskich.

## Historia
Osada powstała prawdopodobnie w drugiej połowie XIX w. W 1928 r. połączono Gołkowo z pobliskim majątkiem rolnym Rajkowo, właścicielem został Friedrich Keunecke. Po osadzie pozostały fundamenty budynków i zabudowań gospodarczych oraz zarastający staw.
Nazwę Gołkowo wprowadzono urzędowo w 1947 roku.